# Petrykaŭ
Petrykaŭ (belarusiska: Петрыкаў, ryska: Петриков: Petrikov) är en stad i Homels voblast i södra Belarus.
Staden hör till de städer som drabbades av radioaktivt nedfall efter Tjernobylolyckan 1986.